# Reichsmarineamt

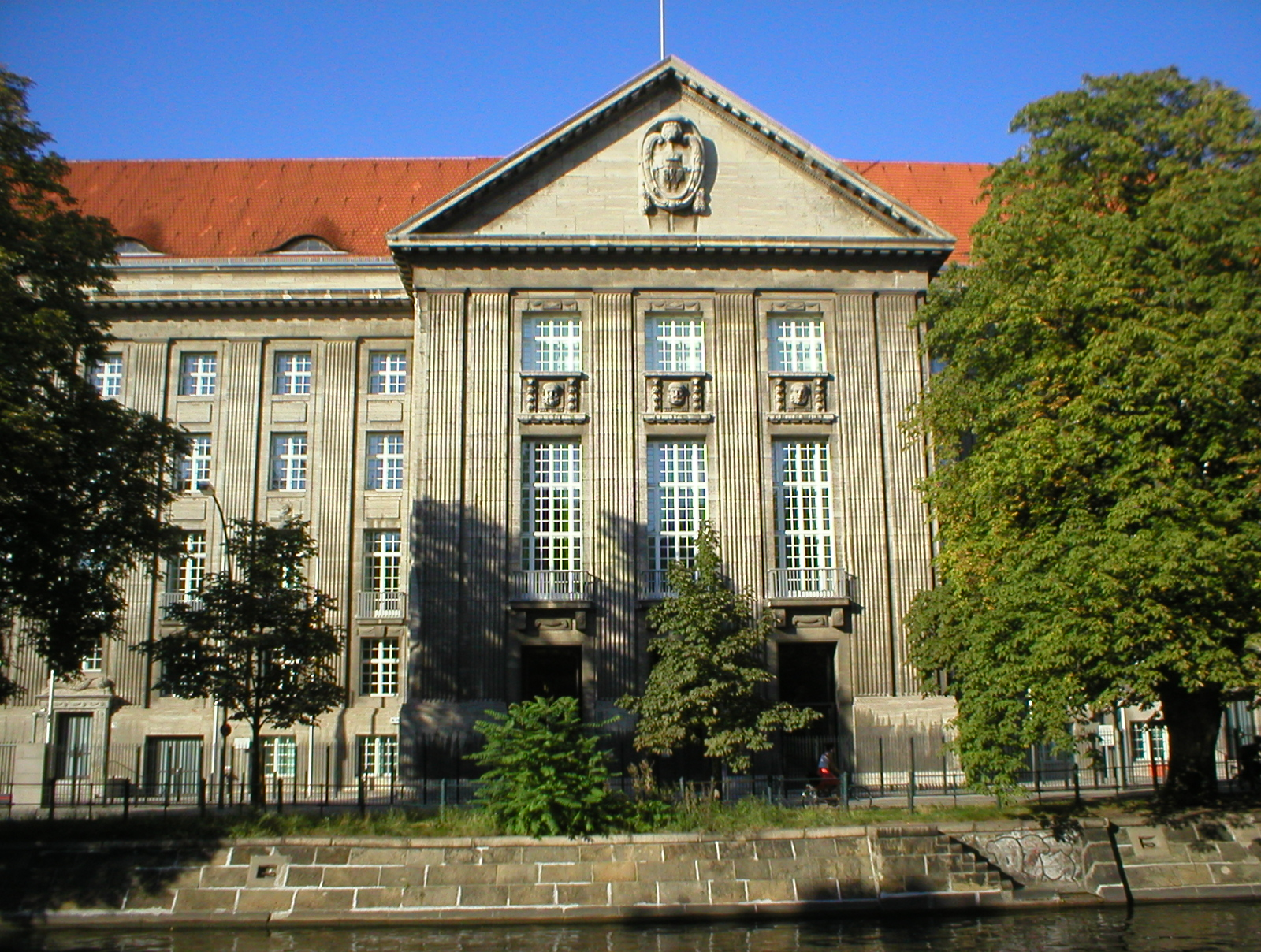
A Reichsmarineamt épületének reprezentációs homlokzata a Landwehrkanal partja felől

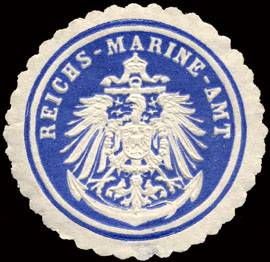
A Reichsmarineamt pecsétje

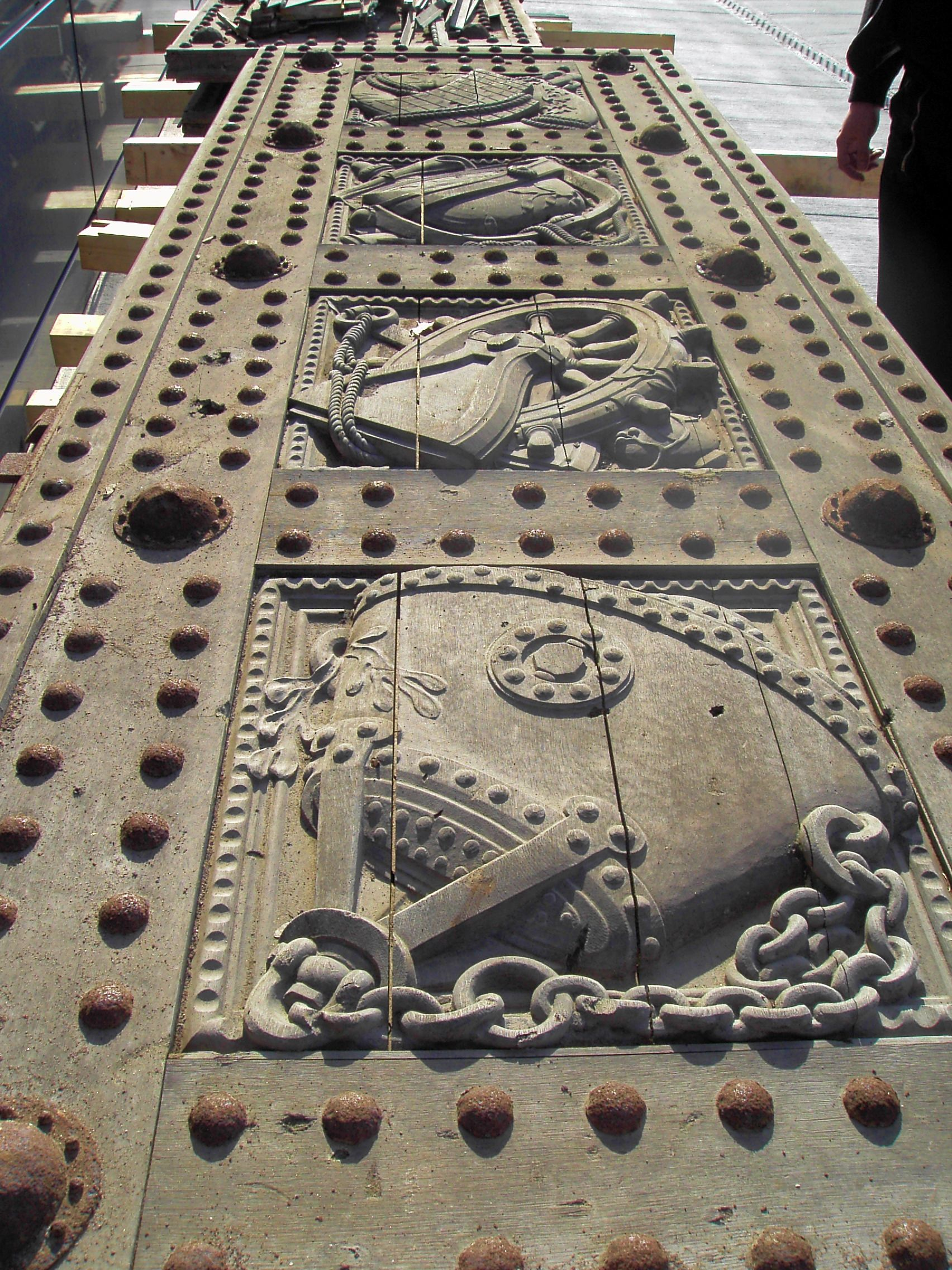
A minisztérium ajtószárnya

A Reichsmarineamt (Birodalmi Haditengerészeti Minisztérium / avagy Hivatal) a Német Császárság egyik birodalmi hatósága volt, mely 1889-ben a Kaiserliche Admiralitätből (Császári Admiralitásból) jött létre. 

## Felépítése
Vezetését egy államtitkár látta el. Immediáthatóságként (Immediatbehörde) közvetlenül a császár alá volt rendelve, így az államháztartási hozzájárulást leszámítva nem tartozott felelősséggel a Reichstag (birodalmi gyűlés) irányába. A miniszteri tanácsok államtitkár alá rendelt vezetői I-III. osztályú tanácsnokok voltak. A címeik a következők voltak: valódi titkos admiralitási tanácsnok, titkos admiralitás tanácsnok és valódi admiralitási tanácsnok.
A személyi ügyeket a Haditengerészeti Kabinet vezetője intézte. A Birodalmi Haditengerészeti Hivatal a Császári Haditengerészet minisztériumaként funkcionált. Az 1871-es alkotmány értelmébe a szárazföldi haderőt illetően a tartományok, míg a haditengerészetet illetően a birodalom volt az illetékes. Ennek megfelelően volt külön porosz, bajor, szász és württembergi hadsereg, haditengerészetből ellenben csak egy volt, a Császári Haditengerészet. Csak a haditengerészet és a gyarmati csapatok (Schutztruppe) voltak birodalmi hatóságok. 

## Feladatkörei
A Reichsmarineamt főként adminisztratív feladatokat látott el. Neki voltak alárendelve a danzigi, kieli és wilhelmshaveni császári hajógyárak, a haditengerészet oktatási intézményei és a hamburgi Német Tengerkutatási Intézet (Deutsche Seewarte). Információk nyilvánosságra hozatalára 1870 óta a Marineverordnungsblatt szolgált. 1897-ben hozták létre a Reichsmarineamt hírügynökségét „N részleg” (Abt. N) jelöléssel. Ez az ügynökség információszerzéssel foglalkozott, továbbá a katonai és polgári hajózás iránt kellett felkeltenie a német lakosság érdeklődését.
A Császári Haditengerészet operatív vezetését, mely közvetlenül a császár parancsnoksága alatt állt, a Haditengerészet Főparancsnoksága (Oberkommando der Marine, OKM), később a Nyílttengeri Flotta (Hochseeflotte) parancsnoka, az állomáshely-parancsnokságok és más önálló egységek (mint pl. a Kelet-ázsiai Hajóraj) végezték.
A Reichsmarineamt 1898-ban átvette a Kínától bérbe vett Kiautschou (Csingtao) kikötőjének igazgatását. (Más esetekben ezt a feladatot a Birodalmi Gyarmatügyi Hivatal (Reichskolonialamt) látta el.) A védnökségi terület (Schutzgebiet) élén kormányzóként egy tengerésztiszt állt. Háború idején a Reichsmarineamt feladata volt az elszenvedett veszteségek listájának kiadása.
A háború után a Császári Haditengerészet megszűntével a Reichsmarineamt feladatait 1919. március 26-tól átmenetileg ismét az admiralitás (Admiralstab), majd 1920. szeptember 15-től a Haditengerészeti Parancsnokság (Marineleitung) vette át.

## Épületei
A Reichsmarineamt Berlinben az előkelő Leipziger Platz 13 alatt, a Herrenhaus-zal szemben kapott egy szolgálati épületet, a tér északkeleti részén. A Voßstraße 24 cím alatt volt egy hátsó bejárata, ami az Oberkommando der Marine címe is volt egyben.
1911-től innen egy kilométerre nyugatra a Königin-Augusta-Straßén (1933-tól: Tirpitzufer, jelenleg Reichpietschufer), a Landwehr-csatorna legészakibb partszakaszán egy nagy, új építésű épületet kapott, amit „Bendlerblock” néven emlegettek és melybe a Reichsmarineamt és a haditengerészet több más Berlinben lévő intézménye 1914-től kezdődően beköltözött. 1926–1927-ben a Leipziger Straßeén lévő épületet elbontották, hogy a Wertheim áruház bővíthetősége érdekében.
A Reichsmarineamt ajtóit a Bundeswehr Hadtörténeti Múzeumában őrzik. A reprezentatív ajtó díszes domborművein tengerészmotívumok láthatók, mint például jelzőzászlók, távcső, horgony és búvár, hírközlési berendezések és harceszközök.

A Staatssekretär Reichsmarineamt lobogója

| A Reichsmarineamt államtitkárai (Haditengerészeti miniszterek) |                      |                   |
| Név                                                            | Hivatali idő kezdete | Hivatali idő vége |
| Karl Eduard Heusner                                            | 1889                 | 1890              |
| Friedrich von Hollmann                                         | 1890                 | 1897              |
| Alfred von Tirpitz                                             | 1897                 | 1916              |
| Eduard von Capelle                                             | 1916                 | 1918              |
| Paul Behncke                                                   | 1918                 | 1918              |
| Ernst Karl August Klemens Ritter von Mann                      | 1918                 | 1919              |
| Maximilian Rogge                                               | 1919. január 9.      | 1919. február 13. |

## Fordítás
- Ez a szócikk részben vagy egészben  a   Reichsmarineamt című német Wikipédia-szócikk ezen változatának fordításán alapul.  Az eredeti cikk szerkesztőit annak laptörténete sorolja fel. Ez a jelzés csupán a megfogalmazás eredetét és a szerzői jogokat jelzi, nem szolgál a cikkben szereplő információk forrásmegjelöléseként.

## Forrás
- Walther Hubatsch: Der Admiralstab und die obersten Marinebehörden in Deutschland, 1848-1945. Bernard & Graefe, Frankfurt am Main 1958.

## Linkek
- Allerhöchster Erlaß, betreffend die Trennung des Oberkommandos der Marine von der Verwaltung derselben, 1889. március 30. (Hozzáférés: 2021. január 22.) (A Reichsmarineamt létrehozását tartalmazó rendelet német szövege; Wikisource)
- Reichskanzlei-3d.de Archiválva 2018. március 8-i dátummal a Wayback Machine-ben – A Voßstraßén egykoron állt épület 3D-s animációja.